# Перованович, Ива
Ива Перованович (черног. Iva Perovanović, родилась 1 сентября 1983 года, Подгорица, Черногория) — черногорская профессиональная баскетболистка, играющая на позиции форварда и центрового. В настоящее время выступает за турецкий клуб «Бешикташ» и сборную Черногории.

## Биография
Ива Перованович родилась в городе Подгорица, Черногория. В 2012 году перешла в «Надежду» из Оренбурга.

## Достижения
- Чемпионка Польши 2006 года
- Чемпионка Черногории 2007 и 2008 года
- Победительница кубка Черногории 2007 и 2008 года
- Победительница кубка Франции 2010 года][2]
- Бронзовый призёр чемпионата России: 2013